# Platylestes
Platylestes is een geslacht van libellen (Odonata) uit de familie van de pantserjuffers (Lestidae).

## Soorten
Platylestes omvat 3 soorten:
- Platylestes heterostylus Lieftinck, 1932
- Platylestes pertinax Lieftinck, 1932
- Platylestes platystylus (Rambur, 1842)